# Enbandad snabbagge
Enbandad snabbagge (Hirticollis hispidus) är en skalbaggsart som först beskrevs av Rossi 1792.  Enbandad snabbagge ingår i släktet Hirticollis, och familjen kvickbaggar. Enligt den svenska rödlistan 2015 är arten nära hotad (NT) i Sverige. Arten förekommer i Götaland, Gotland och Öland. Artens livsmiljö är jordbrukslandskap, stadsmiljö.